# Parafia św. Michała Archanioła w Sieprawiu
Parafia Świętego Michała Archanioła w Sieprawiu – parafia należąca do dekanatu Mogilany archidiecezji krakowskiej.

## Historia
Ze względu na niedostateczny materiał źródłowy trudno określić dokładne powstanie parafii. Wzmianki o niej pochodzą z dokumentów erekcyjnych papieża z 1325 i 1327, oraz książęcych dekretów nadających ziemię sąsiednim opactwom. Powszechnie przyjmuje się, że parafia w Sieprawiu musiała istnieć w 2. poł. XIII wieku, jednak nie jest to przesłanka udokumentowana w źródłach pisanych. Początkowo funkcję głównej świątyni parafialnej sprawowała najprawdopodobniej kaplica dworska położona nieopodal tzw. traktu węgierskiego, przechodzącego przez wieś. Akt erekcyjny pierwszego kościoła pochodzi z 1325, gdzie parafia sieprawska wymieniana jest jako jednostka organizacyjna opactwa cystersów z Tyńca, a opiekę nad kościołem św. Marcina powierza właścicielom Sieprawia. 
Od chwili powstania parafia w Sieprawiu należała do dekanatu w Dobczycach, a od 2 połowy XVIII wieku do dekanatu w Wieliczce. Od 1985 do 1992 roku parafia  należała do dekanatu w Myślenicach, a obecnie do dekanatu w Mogilanach.

## Świątynie
Kościoły i kaplice należące do parafii w Sieprawiu:
1. Kościół św. Michała Archanioła i bł. Anieli Salawy
2. Kościół św. Michała Archanioła (fotografie)
3. Kościół św. Marcina
4. Kaplica w Łyczance
5. Kaplica bł. Anieli Salawy w Olszowicach